# Servicio de mensajes cortos

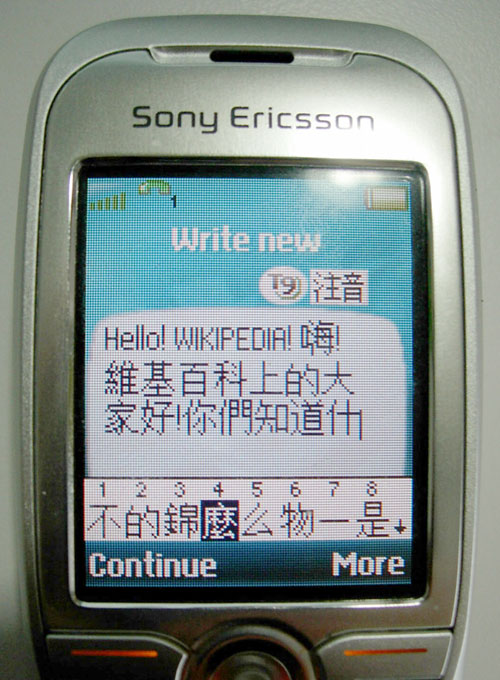
SMS en chino mandarín

El servicio de mensajes cortos o servicio de mensajes simples, más conocido como SMS (por las siglas del inglés Short Message Service), es un servicio disponible en los teléfonos móviles que permite el envío de mensajes cortos (con un límite de caracteres) entre teléfonos móviles. Por lo general las operadoras telefónicas cobran por cada mensaje enviado.
La tecnología SMS evolucionó a partir de la radiotelegrafía en los sistemas de buscapersonas de radio, que empleaban protocolos telefónicos estandarizados. Estos protocolos fueron definidos en 1986 como parte de la serie de estándares del sistema global para las comunicaciones móviles (GSM). El 3 de diciembre de 1992 marcó un hito en la historia de la mensajería móvil cuando Neil Papworth, ingeniero de pruebas en Sema Group, envió el primer mensaje SMS con el texto «Feliz Navidad» al teléfono Orbitel 901 de su colega Richard Jarvis. Durante esa década, los SMS fueron implementados comercialmente en numerosas redes móviles y rápidamente se convirtieron en un método de comunicación de texto ampliamente popular en todo el mundo. Para fines de 2010, los SMS se habían consolidado como la aplicación de datos más utilizada, contando con aproximadamente 3500 millones de usuarios activos, lo que representaba alrededor del 80% de todos los suscriptores de telefonía móvil.
El servicio permite a los usuarios enviar y recibir mensajes de hasta 160 caracteres (cuando son completamente alfanuméricos) entre móviles GSM. Aunque la mayoría de los mensajes SMS se envían de un teléfono móvil a otro, la compatibilidad con el servicio se ha ampliado para incluir otras tecnologías móviles, como redes CDMA y AMPS digitales.

## Definiciones técnicas en GSM
Un mensaje SMS es una cadena alfanumérica de hasta 140 caracteres o de 160 caracteres de 7 bits, y cuyo encapsulado incluye una serie de parámetros. En principio, se emplean para enviar y recibir mensajes de texto normal, pero existen extensiones del protocolo básico que permiten incluir otros tipos de contenido, dar formato a los mensajes o encadenar varios mensajes de texto para permitir mayor longitud (formatos de SMS con imagen de Nokia, tonos IMY de Ericsson, estándar EMS para dar formato al texto e incluir imágenes y sonidos de pequeño tamaño).
En GSM existen varios tipos de mensajes de texto: mensajes de texto "puros", mensajes de configuración (que contienen los parámetros de conexión para otros servicios, como WAP o MMS), mensajes WAP Push, notificaciones de mensajes MMS… En este artículo nos limitaremos a lo que especifica el estándar GSM, puesto que el transporte de todos los tipos de SMS se realiza de la misma forma.
En otros estándares de telefonía móvil (como CDMA2000 o UMTS) el proceso de los mensajes se realiza de otra forma, pero el funcionamiento es transparente de cara al usuario.

### Mensajes MT-SM (de llegada al teléfono) y MO-SM (originados en el teléfono)
En un principio, los mensajes SMS se definieron en el estándar GSM como un medio para que los operadores de red enviaran información sobre el servicio a los abonados, sin que estos pudieran responder ni enviar mensajes a otros clientes. Este tipo de mensajes se denominaban MT-SM (Mobile Terminated-Short Message, es decir, mensajes que llegan al terminal del usuario). Sin embargo, la empresa Nokia desarrolló un sistema para permitir la comunicación bidireccional por SMS; los mensajes enviados por los usuarios pasaron a denominarse MO-SM (Mobile Originated, originados en el terminal del usuario).
Los mensajes de texto son procesados por un «centro de servicio de mensajes cortos» (Short Message Service Center, SMSC) que se encarga de almacenarlos hasta que son enviados y de conectar con el resto de elementos de la red GSM.

#### Parámetros de los SMS
Cuando un usuario envía un SMS, o lo recibe, se incluyen con su carga útil (payload) al menos los siguientes parámetros:
- Marca de tiempo de envío (timestamp);
- Periodo de validez del mensaje, desde una hora hasta una semana;
- Número de teléfono del remitente y del destinatario;
- Número del SMSC que ha originado el mensaje.

Este modo se asegura el correcto procesamiento del mensaje en el SMSC y a lo largo de toda la cadena.

#### Envío y recepción vía radio de los SMS
Los mensajes cortos hacen un uso extremadamente eficaz de la red de radio, y además pueden ser enviados y recibidos en cualquier momento, incluso durante una llamada. La explicación es que, debido a su pequeño tamaño, los SMS no necesitan que se asigne un canal de radio al usuario, como ocurre durante una llamada, sino que se insertan en la información de señalización de la propia red, en los time slots reservados para este fin.
Algunos operadores han implementado el transporte de los mensajes SMS a través del protocolo de paquetes GPRS en lugar del canal de señalización, incrementando la velocidad de transmisión y la capacidad del sistema, pero este cambio opcional en el transporte no se encuentra muy extendido.

### Arquitectura de red: el SMSC
Para la correcta gestión de los mensajes SMS se hace necesario introducir en el sistema GSM un nuevo elemento: el centro de mensajes cortos o (en inglés: Short Message Service Center, SMSC). Las funciones del SMSC son:
- Recibir y almacenar los mensajes cortos enviados por los usuarios (MO-SM) o por otras fuentes (avisos del operador, buzón de voz, sistemas de publicidad, alertas de correo electrónico…) hasta que puedan ser enviados;
- Verificar los permisos para enviar mensajes, en comunicación con el registro de ubicación base (home location register o HLR);
- Verificar si el usuario al que se envía el mensaje está operativo o no, mediante consulta al registro de ubicación visitante (visitor location register o VLR); si está operativo, el mensaje se envía, y si no se almacena temporalmente en el SMSC;
- Verificar periódicamente el estado de los usuarios que tienen mensajes pendientes.

#### El camino de un MO-SM
Cuando un usuario de la red genera un mensaje corto (MO-SM) se producen los siguientes acontecimientos:
- El HLR donde está registrado el usuario decide si puede o no enviar mensajes; si todo está en orden.
- El MSC al que está conectado el usuario recibe el mensaje, envía la información necesaria al VLR para su posterior tarificación y después lo remite al SMSC de origen.
- El SMSC de origen envía el mensaje al SMSC de destino (en la figura, etiquetado SME). Una vez allí, se convierte en MT-SM y se procesa como veremos a continuación.
- El SMSC de destino informa del estado del mensaje y devuelve un informe de recepción al MSC y al usuario. En la pantalla del usuario se advierte: “mensaje enviado”.
- Si el usuario lo ha solicitado, recibirá posteriormente un mensaje de estado confirmándole si el usuario de destino ha recibido el mensaje o no, y un mensaje de error en caso de que caduque.

Por tanto, el método de envío de los SMS tiene un pequeño defecto: los mensajes se tarifican y confirman inicialmente al usuario cuando son enviados a la red, no al destino final, incluso aunque el cliente que los envía haya solicitado confirmación de envío. Un mensaje podría no llegar por problemas en la red destino, caducidad de la validez o cualquier otro motivo, pero, será cobrado igualmente por el operador.

#### El camino de un MT-SM
Una vez hay un mensaje preparado para su envío en el SMSC de destino, originado por un usuario o por cualquier otra circunstancia, se le denomina MT-SM y el proceso de entrega es el siguiente:
- El SMSC que ha recibido el mensaje lo almacena en su base de datos y solicita al VLR del usuario la información de localización;
- Si el usuario destino está disponible, el SMSC envía al MSC el mensaje, indicando en que parte del BSS debe ser entregado; si no lo está, se almacena en el SMSC durante su periodo de vigencia;
- Si el usuario destino está disponible, el MSC envía un aviso al VLR al que está conectado el usuario destino (que puede ser o no de su operador) para indicarle que va a entregarse un mensaje;
- El VLR avisa al terminal del usuario y verifica si está conectado a la red (en zona de cobertura);
- El VLR responde al MSC con el estado del usuario y, si está operativo, con la información de localización (parte del BSS en que se encuentra conectado);
- El MSC envía el mensaje al usuario;
- El MSC informa al SMSC de que el mensaje se ha entregado y puede ser borrado de su base de datos;
- Opcionalmente, el SMSC de destino responde a quien originó el mensaje (normalmente, el SMSC origen) con un aviso de entrega del mensaje.ok

## Lenguaje SMS

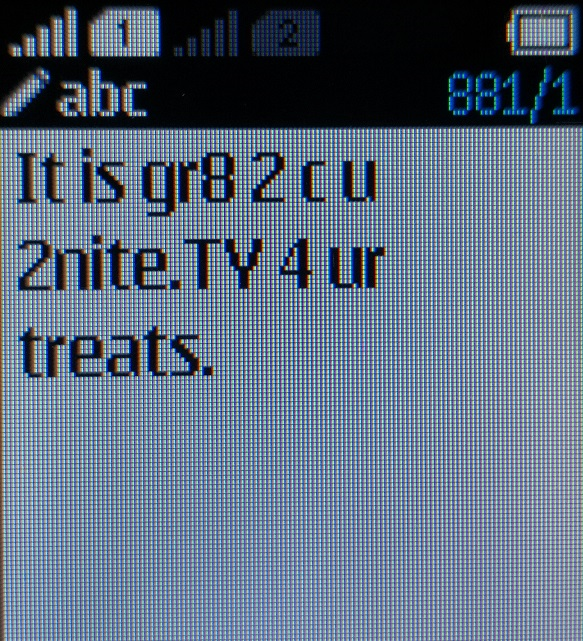
En los 2000, cuando el SMS fue introducido, tenía capacidad limitada de enviar 160 caracteres por mensaje.

La limitación del tamaño de los mensajes, la reducida interfaz de los móviles y el propio lenguaje originado de las conversaciones han contribuido a que los usuarios del servicio SMS hayan desarrollado un uso intensivo de abreviaturas (como tq o tk en lugar de te quiero). Esta economía de caracteres también supone la sustitución de determinados sonidos por números (p. ej.: to2 por todos) y la omisión de vocales (qdms a ls 8 por quedamos a las 8). En relación con los usuarios de este lenguaje, las personas que escriben comúnmente o en demasía en lenguaje SMS en salas de conversaciones, móviles, foros y otros medios, se denominan chaters.
Estos tipos de lenguajes se caracterizan por estar extendidos mundialmente, presentando diferencias o variaciones propias según el idioma original con que se haya formado. Así, en chino mandarín, las palabras que tienen una pronunciación parecida a los números son sustituidas por estos, como ocurre con 521 («wu er yi»), que sustituye a «te quiero» («wo ai ni»). 
Igualmente en algunos países de Europa, para evitar las más mayores restricciones en el tamaño de los mensajes que utilizan letras cirílicas, algunos europeos orientales utilizan las letras del alfabeto latino para representar su idioma.
Para ayudar al entendimiento y difusión de este lenguaje, se ha creado todo un lenguaje SMS a partir de las abreviaturas más comunes de palabras del idioma original, e incluso se han editado diccionarios para guiar a los que no conocen las abreviaturas empleadas en los móviles. Tiene como características principales la abreviación de palabras, supresión de letras, etc. La función principal de este nuevo lenguaje reside en decir lo máximo en el mínimo espacio posible.
Además de utilizarse como forma de comunicación los SMS se usan para la recepción de mensajes de alerta de sistemas y para la emisión de mensajes de control hacia dispositivos (domótica).[cita requerida]
Las aplicaciones de texto predictivo tratan de reducir el número de pulsaciones por palabra escrita, haciendo que las abreviaturas no sean tan necesarias puesto que las palabras largas toman menos tiempo en ser introducidas. Sin embargo, hace que estas sean más difíciles de teclear si no están en el diccionario del software. Uno de los más comunes es el T9.
Algunos portales web ofrecen el envío gratuito de SMS. Las compañías de teléfonos móviles ofrecen otra variedad de servicios gratuitos de «email a SMS» y «web a SMS».[cita requerida]

## Aplicaciones
- Comunicación entre personas, máquina-personas y entre máquinas. En sus inicios, antes de apps de mensajería de los teléfonos inteligentes, era muy usado para la comunicación entre personas. Actualmente es frecuente su uso para invitar a eventos, dar avisos, enviar alarmas, coordinar evacuaciones, confirmar transacciones bancarias, enviar confirmaciones de compra, enviar listado transacciones en la cuenta bancaria, enviar estado de estaciones remotas, control de estaciones remotas o de electrodomésticos como la calefacción, riego, lavadora, persianas o la puerta del garaje (solo llamadas efectuadas por números de teléfono autorizados en un listado de su memoria pueden abrir la puerta) y muchas cosas más.[5]
- SMS Marketing. El marketing de mensajes de texto es el uso de SMS (servicio de mensajes cortos) o mensajes de texto para entregar mensajes promocionales a clientes y otros potenciales interesados. Negocios y empresas utilizan el marketing de mensajes de texto para aumentar el reconocimiento de marca, generar ventas, proporcionar noticias y eventos a suscriptores, aumentar el tráfico web, anunciar ofertas o promover algo sobre el negocio.[6]
- Participación en sorteos. Gracias al aumento de teléfonos móviles y del uso de mensajes de texto en rangos de población muy variados, el SMS ha servido como instrumento para poder participar en concursos y sorteos de diversa índole. La más conocida es la participación en sorteos de TV, enviando un SMS a un número determinado de teléfono, lo que te asigna una "papeleta" para poder ganar un premio.
- Micropagos. Otro de los usos lúdicos que más se está extendiendo es el uso de micropagos por SMS en Internet para poder tener acceso a contenidos u opciones restringidas de determinadas webs.
- Pago para participar en sorteo. Como vertiente híbrida entre ambas posibilidades anteriores, han surgido webs en las cuales puedes usar un SMS para poder participar en sorteos y concursos.
- Geolocalización. Se están usando SMS para controlar la ubicación del terminal que recibe el SMS.[7] Aplicaciones de esta tecnología son, por ejemplo, la localización del personal a través de sus teléfonos corporativos en servicios de mensajería, la localización de personas con pérdidas de memoria o la localización de dispositivos perdidos.
- SMS invisibles, en inglés silent SMS. Es un SMS que se manda a un dispositivo para localizarlo sin que al usuario del dispositivo se le indique notificación alguna del mismo. Permiten localizar al dispositivo y, haciendo un ataque de denegación de servicio, agotar la batería del dispositivo. Este servicio es usado por algunos servicios de seguridad del estado como la policía.[8]

## Cobro revertido
El mensaje de texto de cobro revertido es un servicio para usuarios finales de teléfonos móviles que reciban los mensajes y pagarán el costo de mensajes recibidos.
Los mensajes de cobro revertido son enviados a solicitud del usuario; sin embargo, muchos empresas operadoras de telefonía envían estos mensajes a los usuarios sin el consentimiento de los mismos, los costos pasan desapercibidos para los usuarios de servicios prepagos que no reciben una factura detallada. El consentimiento también puede ser especificado solamente en la "letra pequeña" de un aviso publicitario.
En algunos países, los proveedores acorde con las leyes o regulaciones, deben proveer un método de cancelar la suscripción del servicio una vez que esta comenzó.